# Leon Schlumpf
Leon Schlumpf (3 de fevereiro de 1925 – 7 de julho de 2012) foi um político da Suíça, tendo sido o Presidente da Confederação Suíça em 1984. 
Ele foi eleito para o Conselho Federal suíço em 5 de dezembro de 1979 e terminou o mandato a 31 de dezembro de 1987.